# Италианска националистическа асоциация
Италианската националистическа асоциация (АНИ) (на италиански: Associazione Nazionalista Italiana, ANI) е първата националистическа политическа партия в Кралство Италия.

## История
При създаването си АНИ подкрепя репатрирането на австрийските земи, населени с италианци на Италия, и е готова да подкрепи война с Австро-Унгария, за да се случи това. Партията има паравоенно крило, наречено „Сини ризи“. Авторитарната националистическа фракция ще бъде основно влияние за Националната фашистка партия на Бенито Мусолини, формирана през 1921 г. През 1922 г. АНИ участва в Похода към Рим с важна роля, но не напълно съвпадаща с изявленията на партията на Мусолини. Независимо от това АНИ се влива във фашистката партия през 1923 г.
Голяма част от привържениците на АНИ са богати италианци с дясно авторитарен националистически произход, независимо от усилията на Корадини и левите националисти, които искат да направят АНИ националистическо масово движение, подкрепено от работническата класа.

## Избори
| Камара на представителите |                            |                |                   |     |                 |
| Година                    | # от гласовете             | % от общия вот | # от общите места | +/– | Лидер           |
| 1921 г.                   | част от Национални блокове | –              | 20 / 535          | –   | Енрико Корадини |